# Assassinio sull'Orient Express (film 1974)
Assassinio sull'Orient Express (Murder on the Orient Express) è un film del 1974 diretto da Sidney Lumet, tratto dall'omonimo romanzo di Agatha Christie. In seguito sono stati fatti altri tre adattamenti del romanzo originale: Assassinio sull'Orient Express nel 2001, Assassinio sull'Orient Express, quarto episodio della dodicesima stagione della serie televisiva Poirot nel 2010, e infine Assassinio sull'Orient Express nel 2017, diretto e interpretato da Kenneth Branagh.
Il protagonista Hercule Poirot è interpretato da Albert Finney.

## Trama
Istanbul, 1935. Il detective belga Hercule Poirot, in procinto di rientrare a Londra, incontra il suo vecchio amico, il signor Bianchi, che lavora come dirigente della Compagnie Internationale des Wagons-Lits e che gli trova un posto sul vagone-letto di prima classe dell'Orient Express, nonostante tutte le cuccette risultino già prenotate, cosa ritenuta alquanto strana data la stagione.
Durante la seconda notte di viaggio il treno attraversa una regione dei Balcani sotto un'abbondante nevicata e la mattina seguente uno dei viaggiatori, il ricco uomo d'affari americano Samuel Edward Ratchett, viene trovato morto nel suo scompartimento con dodici pugnalate al petto. Il treno è bloccato dalla neve e Poirot, su richiesta di Bianchi, assume il compito di indagare sul caso, con la collaborazione del dottor Constantine, un medico greco che si trova a bordo di un'altra carrozza del treno.
I viaggiatori della carrozza di prima classe sono tutti sospettati. Oltre alla vittima, a Bianchi, al dottor Constantine e allo stesso Poirot, gli altri passeggeri sono:
- Hector McQueen, statunitense, il giovane segretario e interprete della vittima
- Edward Beddoes, britannico, il maggiordomo della vittima
- Mary Debenham, una giovane inglese di ritorno da Baghdad dove ha lavorato come insegnante
- Colonnello Arbuthnot, un ufficiale dell'esercito britannico di ritorno da una lunga permanenza in India
- Principessa Natalia Dragomiroff, una nobildonna russa molto anziana
- Hildegard Schmidt, la cameriera tedesca della principessa
- Conte Rudolf Andrenyi, un giovane e focoso diplomatico ungherese
- Contessa Helena Andrenyi, sua moglie
- Greta Ohlsson, svedese, dedita alla raccolta di fondi per le missioni
- Harriet Belinda Hubbard, una benestante signora americana di mezz'età dalla parlantina irrefrenabile e pungente
- Gino Foscarelli, un esuberante italoamericano, venditore di automobili
- Cyrus "Dick" Hardman, un detective privato dell'Agenzia Pinkerton in incognito
- Pierre-Paul Michel, il conduttore della carrozza di prima classe.

Nel corso dell'indagine Poirot scopre la vera identità della vittima; si tratta di un gangster italo-americano di nome Cassetti, reputato il mandante di un tragico fatto di cronaca accaduto cinque anni prima: il rapimento a scopo di estorsione della piccola Daisy Armstrong, conclusosi con la morte della bambina. Questa tragica vicenda provocò indirettamente anche la morte dei genitori e della domestica: la signora Armstrong, al sesto mese di gravidanza al momento del rapimento, a causa del forte shock subìto ebbe un parto prematuro, la figlia nacque morta e lei stessa morì per l'emorragia. Il signor Armstrong, frustrato e sconvolto per tutte le cose orribili che erano successe, si suicidò e la giovane domestica della famiglia, Paulette, accusata ingiustamente di essere complice del rapimento della bambina, si uccise gettandosi dalla finestra del suo appartamento.
Interrogando i viaggiatori, Poirot scopre che più di uno di essi ha avuto rapporti personali, anche molto stretti, con la famiglia Armstrong. Inoltre, scopre che alcuni passeggeri hanno altri segreti da nascondere, come il colonnello Arbuthnot e la signora Debenham, i quali, messi sotto pressione, ammettono di avere una relazione segreta. Nel corso delle indagini verranno ritrovati, tra l'altro, il pugnale usato come arma del delitto e un'uniforme del personale viaggiante con un passepartout ancora nella tasca. Al termine delle indagini, proprio mentre stanno giungendo i mezzi di soccorso sgombraneve, Poirot fa radunare dal signor Bianchi tutti i passeggeri nel vagone ristorante del treno, per presentare loro le due possibili soluzioni al caso.
La prima è molto semplice: uno sconosciuto, forse un sicario mafioso travestito da dipendente delle ferrovie, è entrato con un passepartout nella cabina di Cassetti e lo ha pugnalato, per poi scendere dal treno bloccato dalla neve e dileguarsi nella notte. La seconda soluzione, molto più complessa e suggestiva, viene illustrata da Poirot in una lunga, esauriente e avvincente ricostruzione dell'accaduto, durante la quale gli innumerevoli frammenti della vicenda si combinano in un mosaico perfetto, in cui tutti i personaggi presenti si rivelano essere coinvolti nell'omicidio/esecuzione di Ratchett/Cassetti.
1. Greta Ohlsson era la bambinaia di Daisy Armstrong
2. Mary Debenham era la segretaria di casa Armstrong
3. la principessa Dragomiroff era madrina della signora Armstrong, nonché amica e ammiratrice dell'attrice Linda Arden, madre della signora Armstrong
4. la contessa Andrenyi era la seconda figlia di Linda Arden, quindi sorella della signora Armstrong; il conte Andrenyi ne era dunque cognato
5. il conduttore Pierre-Paul Michel era il padre di Paulette
6. Cyrus Hardman all'epoca era un poliziotto che partecipò alle indagini e con il quale Paulette stava amoreggiando la sera del rapimento di Daisy
7. Hector McQueen era il figlio del procuratore distrettuale che diresse le indagini e finì in disgrazia per non aver trovato in tempo Cassetti; per di più, McQueen era diventato amico della madre di Daisy, che si era interessata alle sue aspirazioni di attore
8. Beddoes era stato aiutante di campo del colonnello Armstrong e, in seguito, maggiordomo di casa Armstrong
9. il colonnello Arbuthnot era amico e commilitone di Armstrong, che gli aveva anche salvato la vita in guerra
10. Foscarelli era l'autista di casa Armstrong
11. Hildegard Schmidt era la cuoca di casa Armstrong
12. Dietro a tutti loro, c'è la regia e la mano della signora Hubbard, che in realtà è Linda Arden; la nota attrice ha ordito la congiura contro Cassetti, inserendo uno alla volta gli attori della rappresentazione fino al dramma finale.

A questo punto, Poirot lascia scegliere a Bianchi la soluzione migliore, e questi, vista la natura unica del delitto e il movente, decide di presentare la prima soluzione alle autorità. Poirot dichiara il caso chiuso e si ritira, mentre uno ad uno tutti i passeggeri sfilano davanti a Linda e a sua figlia Helena, brindando in onore degli Armstrong.

## Produzione
La scrittrice Agatha Christie si era sempre lamentata delle versioni cinematografiche realizzate negli anni precedenti delle sue opere ma cedette comunque i diritti, anche grazie ai precedenti film realizzati dal produttore tra i quali Romeo e Giulietta, diretto da Franco Zeffirelli.
I vari alimenti raffinati che si vedono nella scena della stazione furono rubati durante una notte del periodo di lavorazione. Per questo, si dovette ricomprare tutto il cibo per girare la scena definitiva.
Per il ruolo di Poirot, prima di Albert Finney, erano stati contattati Paul Scofield e Alec Guinness. Tutti gli attori accettarono la proposta già al primo incontro con il regista.
A Ingrid Bergman era stato offerto dal regista Sidney Lumet il ruolo della principessa Dragomiroff; lei rifiutò, proponendosi invece per quello della missionaria svedese. Il regista allora le affidò una lunga scena che avrebbe impaurito molte sue colleghe, una ripresa di circa 5 minuti con la macchina da presa puntata su di lei. Grazie a questa scena l'attrice venne premiata con l'Oscar quale miglior attrice non protagonista. Nel discorso di accettazione dell'Oscar alla miglior attrice non protagonista, Ingrid Bergman si scusò con l'attrice italiana Valentina Cortese, candidata per la stessa categoria per l'interpretazione in Effetto notte (1973), dichiarando pubblicamente che ella avrebbe meritato di più il premio.
Le riprese vennero effettuate negli studi Elstree di Londra mentre gli esterni in varie località francesi. Il treno utilizzato era composto da carrozze della CIWL, realmente impiegate a suo tempo nei treni Orient-Express, trainate da una locomotiva francese, una vaporiera 230-G delle SNCF.
La scena finale in cui Poirot illustra le due soluzioni del delitto, da quando comincia a parlare - subito dopo aver posato le prove sul tavolo - fino a quando si siede e trae le sue conclusioni, dura ben 27 minuti e 57 secondi. Il cast dovette girarla diverse volte in quanto il numero di cineprese necessarie a riprendere la scena dalle diverse angolazioni non entrava fisicamente nello spazio ristretto del vagone. Il tutto fu particolarmente difficile per Albert Finney (Poirot), il cui monologo era lungo addirittura otto pagine.
Alla prima londinese del film, oltre alla regina Elisabetta II, presenziò anche Agatha Christie alla sua ultima apparizione in pubblico.

## Cast
Il cast vanta la presenza di ben 11 attori candidati per un Oscar durante la loro carriera, di cui 6 hanno ricevuto la statuetta per un Oscar competitivo, mentre Lauren Bacall l'ha ricevuto alla carriera così come il regista Sidney Lumet. Sommando i premi e le nomination ottenuti da tutti coloro che ci hanno lavorato si giunge a un totale di 58 candidature agli Oscar e 14 vittorie (esclusi 2 Oscar onorari).
Diversi attori recitarono successivamente in altri film tratti da romanzi di Agatha Christie: Colin Blakely e Denis Quilley in Delitto sotto il sole (1982); Lauren Bacall e John Gielgud in Appuntamento con la morte (1988). Vanessa Redgrave invece interpretò personalmente Agatha Christie in Il segreto di Agatha Christie (1979).

## Accoglienza

### Incassi
Assassinio sull'Orient Express uscì nel Regno Unito il 24 novembre 1974. Il film fu un successo al botteghino e, per un bilancio ristretto a $1,4 milioni, incassò ben 36 milioni di dollari nel solo Nord America, divenendo l'11° film per incassi del 1974. Nat Cohen rivendicò il fatto che fosse il primo film completamente finanziato da una compagnia britannica a conquistare l'apice delle classifiche settimanali degli Stati Uniti in Variety.

### Critica
Il film ricevette recensioni positive alla sua uscita e attualmente vanta una valutazione "Fresh" dell'89% sul sito Rotten Tomatoes con un voto medio di 7,7/10 basato su 45 recensioni.

## Riconoscimenti
| Anno | Premio                                 | Categoria                                                         | Persona                        | Esito           |
| ---- | -------------------------------------- | ----------------------------------------------------------------- | ------------------------------ | --------------- |
| 2005 | Satellite Awards                       | Miglior DVD Classico                                              | Assassinio sull'Orient Express | Candidato/a     |
| 1976 | Grammy Awards                          | Miglior Colonna Sonora Originale per un Film o per la Televisione | Richard Rodney Bennett         | Candidato/a     |
| 1975 | Oscar                                  | Miglior attore protagonista                                       | Albert Finney                  | Candidato/a     |
| 1975 | Oscar                                  | Miglior attrice non protagonista                                  | Ingrid Bergman                 | Vincitore/trice |
| 1975 | Oscar                                  | Migliore sceneggiatura non originale                              | Paul Dehn                      | Candidato/a     |
| 1975 | Oscar                                  | Migliore fotografia                                               | Geoffrey Unsworth              | Candidato/a     |
| 1975 | Oscar                                  | Migliori costumi                                                  | Tony Walton                    | Candidato/a     |
| 1975 | Oscar                                  | Miglior colonna sonora                                            | Richard Rodney Bennett         | Candidato/a     |
| 1975 | BAFTA                                  | Miglior film                                                      | John Brabourne                 | Candidato/a     |
| 1975 | BAFTA                                  | Miglior film                                                      | Richard B. Goodwin             | Candidato/a     |
| 1975 | BAFTA                                  | Migliore regia                                                    | Sidney Lumet                   | Candidato/a     |
| 1975 | BAFTA                                  | Miglior attore protagonista                                       | Albert Finney                  | Candidato/a     |
| 1975 | BAFTA                                  | Miglior attore non protagonista                                   | John Gielgud                   | Vincitore/trice |
| 1975 | BAFTA                                  | Miglior attrice non protagonista                                  | Ingrid Bergman                 | Vincitore/trice |
| 1975 | BAFTA                                  | Migliore fotografia                                               | Geoffrey Unsworth              | Candidato/a     |
| 1975 | BAFTA                                  | Miglior montaggio                                                 | Anne V. Coates                 | Candidato/a     |
| 1975 | BAFTA                                  | Miglior colonna sonora                                            | Richard Rodney Bennett         | Vincitore/trice |
| 1975 | BAFTA                                  | Migliore scenografia                                              | Tony Walton                    | Candidato/a     |
| 1975 | BAFTA                                  | Migliori costumi                                                  | Tony Walton                    | Candidato/a     |
| 1975 | DGA Awards                             | Migliore regia                                                    | Sidney Lumet                   | Candidato/a     |
| 1975 | Edgar Award                            | Miglior Sceneggiatura                                             | Paul Dehn                      | Candidato/a     |
| 1975 | Evening Standard British Film Awards   | Miglior Film                                                      | Sidney Lumet                   | Vincitore/trice |
| 1975 | Evening Standard British Film Awards   | Miglior Attore                                                    | Albert Finney                  | Vincitore/trice |
| 1975 | Evening Standard British Film Awards   | Miglior Attrice                                                   | Wendy Hiller                   | Vincitore/trice |
| 1975 | National Board of Review Award         | Migliori 10 Film dell'Anno                                        | Assassinio sull'Orient Express | Vincitore/trice |
| 1975 | Writers' Guild of Great Britain Awards | Miglior Sceneggiatura della Gran Bretagna                         | Paul Dehn                      | Vincitore/trice |

## Citazioni e riferimenti
- Nel corso del film Poirot cita diverse volte William Shakespeare:
  - parlando con la contessa Natalia Dragomiroff dell'attrice americana Linda Arden, l'investigatore belga cita una frase del Macbeth: «Perché hai portato quel pugnale insanguinato?» («Why did you bring this dagger from the place?», Atto II Scena I); Poirot ripete la stessa citazione quando la signora Hubbard gli porta il pugnale che ha trovato nella sua borsa;
  - mentre espone la seconda soluzione del delitto, quella più complessa, afferma che durante gli interrogatori dei passeggeri "...la luce, come avrebbe detto Macbeth, fu oscurata" (the light, as Macbeth would have said, thickened); si tratta di un'altra citazione del Macbeth: «La luce si addensa, e il corvo va al bosco dei nidi» («Light thickens, and the crow makes wing to th' rooky wood», Atto III Scena II vv. 50-53);
  - sempre durante la ricostruzione del delitto, ricordando l'osservazione del colonnello Arbuthnot sul sistema giudiziario inglese, Poirot cita Sogno di una notte di mezza estate (A Midsummer Night's Dream): "La bronzea gola di mezzanotte ci ha detto: dodici"; in realtà, la traduzione in italiano più accreditata dell'originale «The iron tongue of midnight hath told twelve» (Atto V, Scena I) sarebbe «La ferrea lingua della mezzanotte ha detto dodici» (la campana ha battuto dodici colpi).
- Il brano che la cameriera tedesca legge alla principessa Dragomiroff nella sua cabina è Conosci tu il paese dove fioriscono i limoni? (Kennst Du das Land), canto contenuto nel romanzo di formazione Gli anni di apprendistato di Wilhelm Meister (Wilhelm Meisters Lehrjahre) del poeta tedesco Johann Wolfgang von Goethe; in tale canto viene descritta con nostalgia l'Italia e vi è la frase: «Che ti hanno fatto, o mia povera bambina?» (Was hat man dir, du armes Kind, getan?), un riferimento al tragico destino della piccola Daisy Armstrong; i brani furono poi musicati nell'opera Mignon di Ambroise Thomas, tratta dal lavoro di Goethe.